# Johann Rabe (Politiker)
Johann Rabe (* 21. Februar 1887 in Sudwalde; † 17. Dezember 1937 in Diek bei Bassum) war ein deutscher Landwirt und Politiker (CNBL).

## Leben
Rabe war Landwirt in Diek. Er war seit den 1920er Jahren Gemeindebürgermeister von Groß Hollwedel und Mitglied des Kreistags Diepholz. 1928 war er Sprecher der Christlich-Nationalen Bauern- und Landvolkpartei im Kreis Diepholz. 1932 kandidierte er erfolglos für den Preußischen Landtag. Von 1931 bis 1932 gehörte er dem Provinziallandtag der Provinz Hannover an. Nachrücker im Landtag war Heinrich Wohlers. Er war vom 21. Juli 1931 bis zum 24. November 1932 stellvertretendes und vom 24. November 1932 bis April 1933 reguläres Mitglied im Preußischen Staatsrat (jeweils als Nachrücker für Heinrich Heitmüller). 1933 trat er der NSDAP bei. Er ist in Bassum begraben.